# Erik Boström (skytte)
Erik Boström (født 23. august 1869 i Stockholm, død 13. juni 1932) var en svensk skytte som deltog i OL 1912 i Stockholm.
Boström vandt en sølvmedalje i skydning ved OL 1912 i Stockholm. Han kom på en andenplads i holdkonkurrencen i 50 m pistol.
De andre på holdet var Georg de Laval, Eric Carlberg og Vilhelm Carlberg. Boström deltog også i den individuelle konkurrence i 50 m pistol, hvor han blev nummer fem, i 30 m hurtigpistol, hvor han blev nummer 17, samt i 50 m riffelskydning, hvor han blev nummer otte.